# مایکل گورسکی
مایکل گورسکی (انگلیسی: Michael Gurski؛ زادهٔ ۲۱ مارس ۱۹۷۹) بازیکن فوتبال اهل آلمان است.
از باشگاه‌هایی که در آن بازی کرده‌است می‌توان به باشگاه فوتبال وهن ویسبادن، باشگاه فوتبال اس‌وی زاندهاوزن، و باشگاه فوتبال آرمینیا بیله‌فلد اشاره کرد.